# Turbonegro
Turbonegro je norská rocková skupina působící v letech 1989 až 1998 a od roku 2002 do současnosti. Kapela kombinuje glam rock, punk rock a hard rock, sama svůj styl nazývá „deathpunk“. Skupina byla založena v Nesoddenu. Soustřeďuje se na provokace, texty často útočí na politickou korektnost. Průlomové album skupiny, Ass Cobra (1996), bylo široce uznávané. Jello Biafra ho označil za jedno z nejlepších punkových alb devadesátých let. 
První album vydala skupina roku 1992. Od svého obnovení v roce 2002 patří k lídrům norského hudebního trhu, alba Scandinavian Leather (2003) a Sexual Harassment (2012) se stala norskou albovou jedničkou, alba Party Animals (2005) a Retox (2007) to dotáhla v prodejnosti na druhé místo. Ve Švédsku se obě vyšplhala na místo třetí. Kapela má slušné pozice i ve Finsku a v Německu. Skupina několikrát změnila svůj vizuální styl, nejprve vystupovala se zahalenými tvářemi, později ve stylu obrazů gay malíře Toma of Finland. 
Fanoušci, zvaní Turbojugend, si oblíbili černé džínové bundy jako druh uniformy. První organizace Turbojugend vznikla ve známé anarchistické hamburské čtvrti St. Pauli. V počátcích měla kapela problém s fanoušky na festivalech, neboť ironizovala blackmetalové a gothicmetalové skupiny, které jsou v Norsku velmi populární a četné. Kapela původně uvažovala o názvu Nazipenis, ale zvolila nakonec Turbonegro, jako snesitelnější pro nahrávací společnosti, byť i s ním měla řadu problémů, neboť byl označovaný za rasistický. To však kapela odmítá a považuje se za spíše antirasistickou, byť si často pohrává s nacistickou symbolikou, která je přítomna i v gay obrazech Toma of Finland. Jediným členem kapely, který je v ní bez přerušení od začátku až do současnosti, je její zakladatel Thomas Seltzer. Dlouholetý zpěvák (1993–2010) skupiny Hank von Hell zemřel v roce 2021. Von Hellova závislost na heroinu byla v roce 1998 příčinou rozpadu skupiny.

## Diskografie

### Studiová alba
- Hot Cars and Spent Contraceptives (1992)
- Helta Skelta (1993)
- Never Is Forever (1994)
- Ass Cobra (1996)
- Apocalypse Dudes (1998)
- Scandinavian Leather (2003)
- Party Animals (2005)
- Retox (2007)
- Sexual Harassment (2012)
- RockNRoll Machine (2018)[3]